# Satō Kōroku

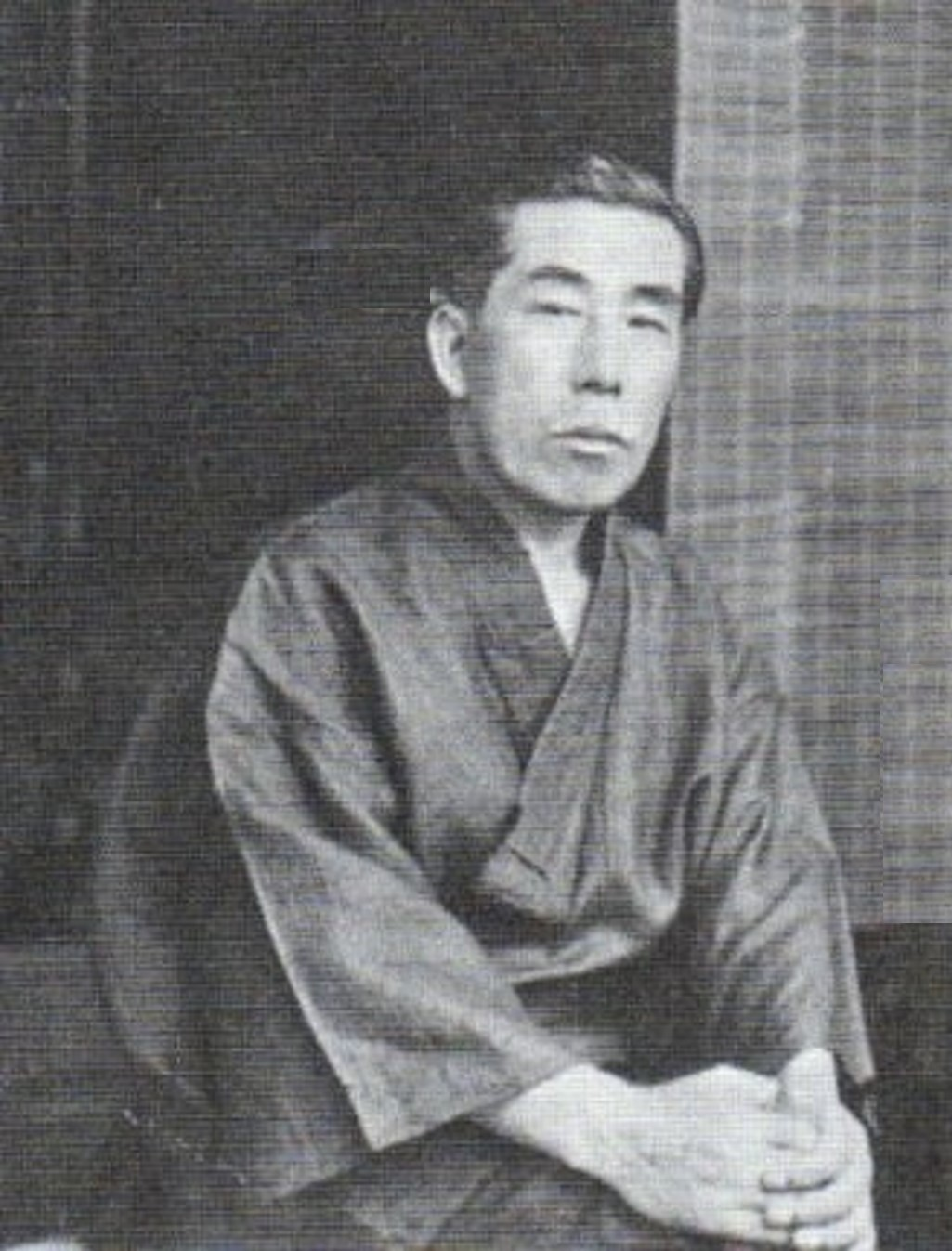
Satō Kōroku

Satō Kōroku (japanisch 佐藤 紅緑, Vorname bei gleicher Lesung eigentlich „洽六“; geboren 6. Juli 1874 in Hirosaki (Präfektur Aomori); gestorben 3. Juni 1949 in Tokio) war ein japanischer Schriftsteller und Dramatiker.

## Leben und Wirken
Satō Kōroku wurde in Hirosaki geboren und besuchte dort die „Hirosaki Junior High School“ alter Art (旧制弘前中学校, Kyūsei Hirosaki chūgakkō), die er aber ohne Abschluss verließ. Er zog nach Tokyo und wurde Zeitungsreporter. Er traf auf den ebenfalls aus Hirosaki stammenden Kuga Katsunan, lernte Masaoka Shiki kennen und wurde mit „Haiku shōshi“ (俳句小史) – „Kleine Geschichte des Haiku“ und anderen Schriften als Haiku-Kenner anerkannt. 1906 erschien seine Erzählung „Anka“ (行火) – etwa „Fußwärmer“, und es wurde sein Theaterstück „Kyōenroku“ (侠艶録) als Beispiel für das „Neue Theater“ (新派, Shimpa) aufgeführt und fand großen Anklang.
Danach verfasste Saitōr nach und nach Romane wie „Tora-kō“ (虎公) – „Fürst Tiger“ (1914), „Reijin“ (麗人) – „Ein schöner Mensch“ (1915), „Sakura no ie“ (桜の家) – „Kirschbaumhaus“ (1917), „Taitō-den“ (大盗伝) – „Die Geschichte vom großen Dieb“ (1921), „Ibara no kammuri“ (荊の冠) – „Dornenkrone“ (1922), „Fuji ni dai suru“ (富士に題す) – „Fuji als Thema“ (1930). Es waren leicht lesbare Romane, oft als Fortsetzungsgeschichten in Zeitungen veröffentlicht, mit gesellschaftlichen Aspekten, die sich an Familienromane anlehnten.
Seit Beginn der Shōwa-Zeit schrieb Satō viele Romane, die Jungen und Mädchen zum Thema hatten. Vor allem „A, gyokuhai ni hana ukete“ (あゝ玉杯に花うけて) – „Ah, Blumen im Perlenbecher“ (1927 bis 1928), das die Freundschaft von Jungen darstellt und in der Zeitschrift „Shōnen Club“ (少年倶楽部) veröffentlicht wurde, begeisterte. Weitere Werke sind „Shōnen Sanka“ (少年讃歌) – „Hymne auf die Jugend“ (1929), „Eiyū kōshinkyoku“ (英雄行進曲) – „Heroische Marschmelodie“ (1934) und „Kyōchikuto no hana sakeba“ (莢竹桃の花咲けば) – „Wenn die Oleander blühen“ (1930 bis 1931).
Der Schriftsteller Satō Hachirō (1903–1973) und die Schriftstellerin Satō Aiko (* 1923) sind seine Kinder.